# A közlekedési kultúra napja
A közlekedési kultúra napja a biztonságtudatosan, környezettudatosan, udvariasan közlekedő emberek ünnepnapja. 
Az évnek ezen a napján a közlekedő társadalom és a kulturált közlekedés ügye iránt elkötelezett gazdasági és civil szervezetek különböző rendezvényekkel, aktivitásokkal – előadásokkal, közösségi közlekedési hangos bemondásokkal, vizuális feliratokkal, sajtómegjelenésekkel, helyszíni bemutatókkal, akciókkal stb. – ráirányítják a közfigyelmet a közlekedés sokszínűségére, szépségére, technikai vívmányaira, a biztonságtudatos, toleráns, egymásra odafigyelő közlekedési magatartás fontosságára a közúti, a vasúti, a vízi és a légi közlekedés területén egyaránt.
A közlekedési kultúra napjának megszervezését a Nemzeti Fejlesztési Minisztérium (jogutód: Innovációs és Technológiai Minisztérium) támogatásával a Magyar Mérnöki Kamara által 2013-ban kiírt közlekedésbiztonsági ötletpályázat I. díjat nyert pályaműve indítványozta. 
Magyarországon megrendezésére 2015 óta  minden év május 11-én kerül sor az ENSZ Cselekvések Évtizede a Közúti Közlekedésbiztonság Területén Akcióprogram 2011. május 11-ei elindításának – az emberiség első közlekedésbiztonsági összefogásának – emlékére a Közlekedéstudományi Egyesület szakmai koordinációjával és egyre több partnerszervezet összefogásával.
A közlekedési kultúra napjának célja, hogy minden nap a biztonságos, kulturált közlekedés napja legyen Magyarországon és a nagyvilágban egyaránt.

## További információ
- Hivatalos honlap
- Közlekedési Kultúra